# 布鲁赫特赛芬
布鲁赫特赛芬是德国莱茵兰-普法尔茨州的一个市镇。总面积2.89平方公里，总人口717人，其中男性362人，女性355人（2011年12月31日），人口密度248人/平方公里。